# Осада Белгорода Киевского (1158)
Осада Белгорода Киевского — неудачная попытка Изяслава Давыдовича выбить Мстислава Изяславича с киевской земли.
Конфликт начался из-за того, что Изяслав Давыдович отказался выдать Ярославу Осмомыслу галицкому его двоюродного брата Ивана Берладника и решил использовать его в качестве претендента на галицкий престол. Изяслав начал сборы для похода на Галич, но противники опередили его. Мстислав занял Белгород.
Изяслав с племянником, чёрными клобуками и половцами осадил Белгород. В ходе осады чёрные клобуки вступили в переговоры с Мстиславом. Поняв это, Изяслав снял осаду и уехал на левобережье Днепра, фактически отдав противникам Киев.